# 卡洛·科斯蒂廖洛
卡洛·科斯蒂廖洛（義大利語：Carlo Costigliolo，1893年8月10日—1968年12月16日），意大利前男子竞技体操运动员。他曾获得1920年夏季奥运会体操比赛男子团体全能金牌。他的哥哥路易吉同样也是体操选手。